# Eisden-Dorp

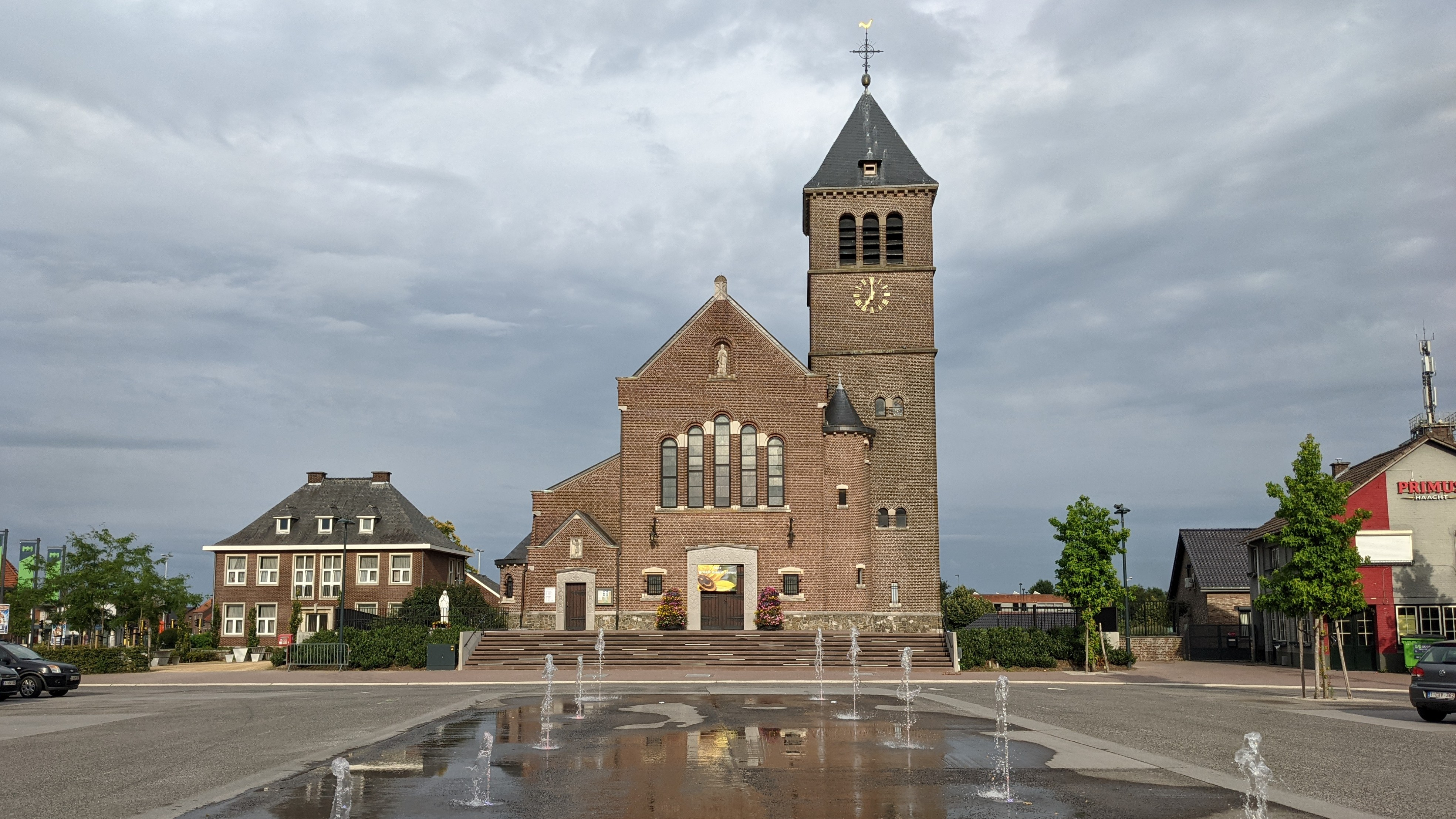
Sint-Willibrorduskerk en Vrijthof in Eisden-Dorp

Eisden-Dorp is een dorp van Eisden (Maasmechelen), gelegen in de Belgische provincie Limburg. Later zijn Eisden-Dorp en Eisden-Tuinwijk een deelgemeente geworden van de fusiegemeente Maasmechelen.
Deelgemeenten: Boorsem · Eisden (Dorp · Tuinwijk) · Leut · Mechelen-aan-de-Maas · Meeswijk · Opgrimbie · Uikhoven · Vucht

Overige kern: Kotem

Belgische gemeenten · Arrondissement Tongeren · Limburg · Vlaanderen